# ذخيرة

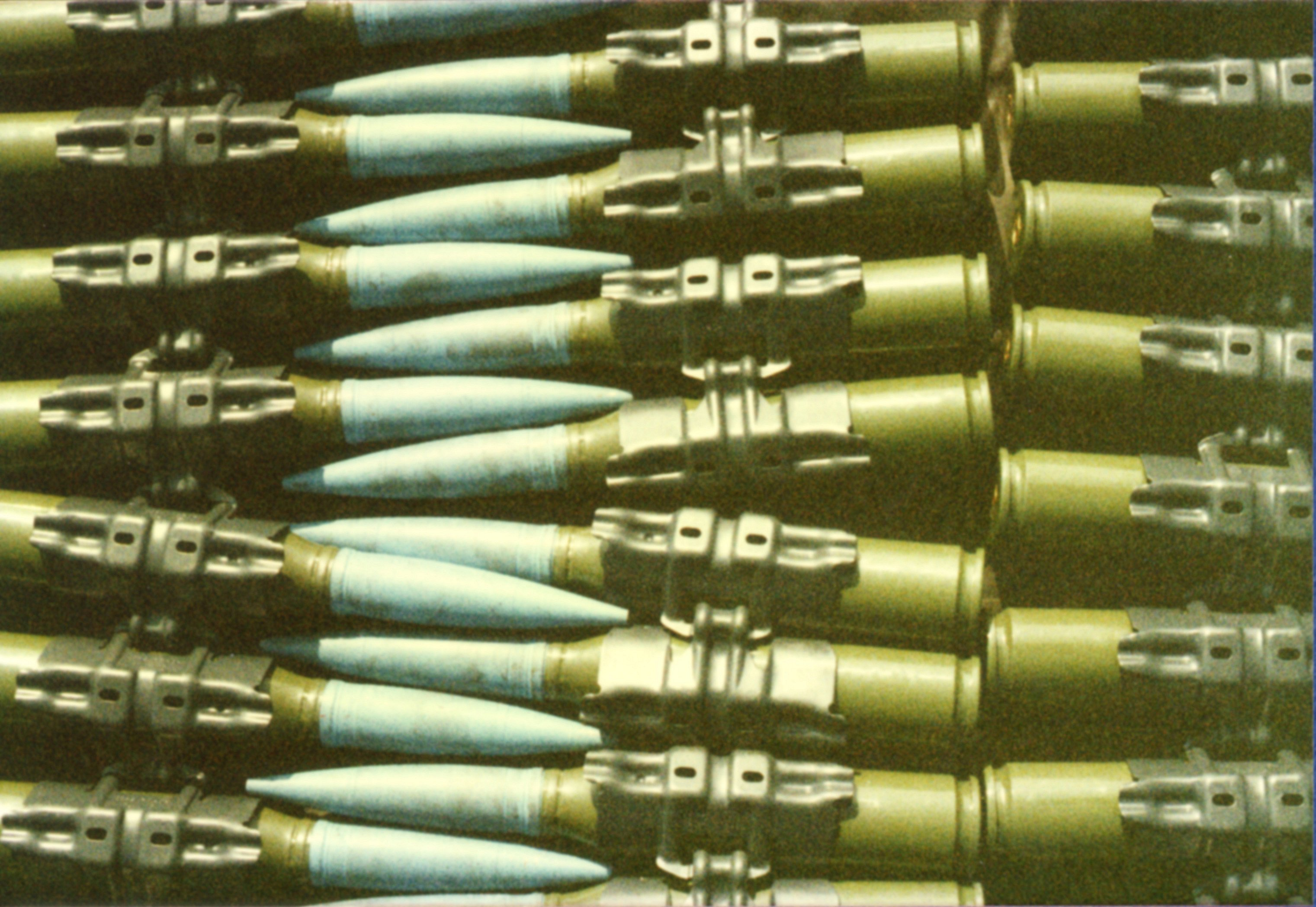
ذخيرة

الذخيرة هي ما تستخدمه الأسلحة المختلفة لإطلاقه باتجاه الأهداف المختلفة لقتل أو جرح الجنود من القوات المعادية، أو إعطاب وتدمير الآليات سواء كانت مدرعة أو غير مدرعة. كما تستخدم في تدمير المنشآت وإسقاط الطائرات وتدمير وإغراق السفن والقطع البحرية.

## استخداماتها
تستخدم مختلف أنواع الذخائر في جميع أنواع الأسلحة، فقطع السلاح المحمولة كالبنادق والمسدسات والرشاشات تستخدم الرصاص. أما المدافع والدبابات فتستخدم القذائف. والراجمات تستخدم الصواريخ، والغواصات تستخدم الطوربيدات.

## التعامل مع الذخيرة الحية
ترد في المراجع بعض الإرشادات المتعلقة بوسائل التعامل مع ذخيرة الأسلحة الفردية، ومنها:
- يجب حفظ الذخيرة في مكان جاف
- إذا كنت بقرب البحر عليك وضع قليل من الشحم على الذخيرة حتى تقاوم الرطوبة
- أبعاد الذخيرة عن الحرارة العالية تجنبا لانفجارها